# Osojnik (gmina Semič)
Osojnik – wieś w Słowenii, w gminie Semič. W 2018 roku liczyła 119 mieszkańców.